# Руссо, Винченци
Винченцо Руссо (итал. Vincenzio Russo; 16 июня 1770, Пальма-Кампания — 19 ноября 1799, Неаполь) — итальянский политический деятель, мыслитель, философ, революционер, утопист, представитель радикального крыла неаполитанских просветителей конца XVIII века.

## Биография
Активно участвовал в патриотическом движении в Неаполитанском королевстве, в деятельности революционных клубов. Входохновившись якобинскими принципами Французской революции, он вступил в тайные общества (Революционный клуб и Патриотическое сообщество).  
В 1797 году был приговорён к тюремному заключению, но бежал из Неаполя в Милан, затем в Швейцарию и Рим, где поддерживал установленную после французского вторжения Римскую республику 1798–1799 годов и принимал активное участие в её культурной жизни.  
Вернулся после свержения Бурбонов (1799). Был одним из виднейших деятелей Партенопейской республики, членом законодательной комиссии. Писал для журнала Элеоноры Фонсеки Пиментель «Monitore Napolitano». 
После падения республики Руссо был пленён с оружием в руках и казнён (повешен на площади Пьяцца дель Меркато в Неаполе 19 ноября 1799 года). 

## Политическое учение
Свои взгляды изложил в важнейшем своём труде «Pensieri politici», опубликованном в Риме в 1798 году. Демократически-эгалитарное учение Руссо изображает идеальный общественный строй в виде справедливой крестьянской республики, где каждый гражданин распоряжается участком земли, которую он обрабатывает собственным трудом, где государственные должности не оплачиваются. Путь к уничтожению имущественного неравенства он видел в отмене права наследования. Свобода человека от нужды основывалась бы на аренде участка земли, принадлежащего общине, а не на наследственной собственности. Руссо устанавливает законный предел собственности в размере, необходимом для удовлетворения основных потребностей человека. Таким образом, для Руссо экономическое равенство является важнейшей предпосылкой для подлинного политического равенства. В республике Руссо нет церкви. Социальная утопия Руссо вместе с тем носила примитивный характер: он выступал против развития промышленности, торговли, искусств, считая, — что они создадут нездоровые условия жизни для рабочих и жажду все большего богатства в ущерб честной и простой жизни.